# Upplands runinskrifter 160
Upplands runinskrifter 160 är en vikingatida runsten i Risbyle, vid Skålhamra väster om Vallentunasjön i Täby socken, norr om Stockholm i Uppland.

## Stenen
Stenen, som är av röd granit, är 275 cm hög, 100 cm bred och 40 cm tjock och har en runhöjd på åtta centimeter. Runstenen står i öppen hagmark nära torpet Risbyle och mellan sin parsten U 161 och vägen. Båda Risbylestenarna är tillägnade storbonden Ulv i Skålhamra, en gård som på vikingatiden låg strax sydost om Risbyle. Stenens ornamentik består av två slingrande runormar, som i motivets övre del är låsta med ett iriskt koppel och krönta med ett stort, kristet kors. Ristning är synnerligen omsorgsfullt huggen och väl bevarad.

## Inskriften
Translitterering av runraden:
ulfkitil · uk · kui uk + uni + þiR × litu · rhisa × stin þina · iftiR · ulf · faþur · sin · kuþan on · buki · i skul(o)bri · kuþ · ilbi · ons · at · uk · salu · uk · kusþ muþiR · li anum lus · uk baratis
Normalisering till runsvenska:
Ulfkætill ok Gyi ok Uni/Unni þæiR letu ræisa stæin þenna æftiR Ulf, faður sinn goðan. Hann byggi i Skulhambri. Guð hialpi hans and ok salu ok Guðs moðiR, le hanum lius ok paradis.
Översättning till nusvenska:
Ulvkettil och Gye och Une de läto resa denna sten efter Ulv, sin gode fader. Han bodde i Skålhamra. Gud och Guds moder hjälpe hans ande och själ, förläne honom ljus och paradis.
Uttrycket "ljus och paradis" förekommer också på U 719 och på Lundhøjstenen (DR 399), på Bornholm. En liknande formel men utan "paradis" förekommer på Ög 161. I Sveriges runinskrifter betecknas det som "i hög grad märkligt att möta denna utpräglat kristna trosbekännelse på ett av Upplands allra äldsta runminnesmärken."

## Arvsdokument
Ulv var Skålhamrasläktens huvudman kring tusentalets början och texten vittnar om ett arvsdokument för hans tre söner efter hans död. Det råder ingen tvekan om att Ulv liksom hans söner var kristna och arvingarna önskar en ny, ljus tillvaro för faderns själ i det kommande paradiset. 
Vid Bällsta på andra sidan om Vallentunasjön finns lämningar efter en tingsplats och där står ytterligare två runstenar, U 225 och U 226, resta efter Ulv i Skålhamra.